# Pseudopoda ausobskyi
Pseudopoda ausobskyi là một loài nhện trong họ Sparassidae.
Loài này thuộc chi Pseudopoda. Pseudopoda ausobskyi được Peter Jäger miêu tả năm 2001.